# Bandera de Las Rozas de Madrid
La Bandera de Las Rozas de Madrid está formada por cuatro franjas verticales, una azul, que representa a Europa, otra blanca, y dos más estrechas con los colores de la bandera española, roja y amarilla. La bandera se aprobó el 6 de julio de 1992 cuando el Pleno del Ayuntamiento aprobó el diseño del mismo. Sin embargo, en mayo de 1993 la Dirección General de Patrimonio Cultural de la Comunidad de Madrid sugirió ligeras variaciones sin que se aprobara de forma definitiva. Se rediseñó por completo en el año 1995 pero el Ayuntamiento y la Comunidad se fueron intercambiando escritos con nuevas sugerencias por parte de unos y otros, sin que se consiguiera la aprobación definitiva. Se agregó la cigüeña al escudo en conmemoración de un suceso acaecido en los años sesenta, cuando una cigüeña herida fue curada por un vecino de la localidad y ésta se quedó en el pueblo y se familiarizó tanto con sus habitantes que éstos la tomaron como mascota y la bautizaron como «cigüeña María». A partir de ahí formó parte no sólo del escudo del municipio, sino que da nombre a una plaza y a una escuela infantil.
Para conseguir el visto bueno, el 22 de junio de 2010 el Pleno del Ayuntamiento presentó la correspondiente Comisión Informativa que había sido redactada tras realizar consultas y mantener entrevistas personales con la Dirección General de Cooperación con las Administraciones Locales, dependiente de la Consejería de Presidencia de la Comunidad de Madrid, así como con la Real Academia de la Historia. El 29 de junio el Pleno del Ayuntamiento aprobó por unanimidad la modificación de la bandera con el fin de solucionar el problema. Después se le remitió el acuerdo al Gobierno de la Comunidad de Madrid para su aprobación definitiva según lo previsto en el Reglamento de Organización, Funcionamiento y Régimen Jurídico de las Corporaciones Locales y en la ley 2/2003, de 11 de marzo, de Administración Local de la Comunidad de Madrid. Esta bandera es la que representa al Consistorio en la actualidad. Este emblema es el que representa al Consistorio en la actualidad. A día de hoy, no ha recibido la aprobación definitiva.